# ميخائيل سيم
ميخائيل سيم (بالإنجليزية: Michael Sim)‏ هو لاعب غولف أسترالي، ولد في 23 أكتوبر 1984 في أبردين في المملكة المتحدة.

## وصلات خارجية
- ميخائيل سيم على موقع رابطة لاعبي الغولف المحترفين (الإنجليزية)
- ميخائيل سيم على موقع التصنيف العالمي الرسمي للغولف (الإنجليزية)